# Modeludvalget
Modeludvalget ved Sløjdinspektøren ved Københavns kommuneskoler blev nedsat som et femmandsudvalg den 30. august 1938, og i perioden 1940–1997 udsendte Modeludvalget 402 forskellige modelark til træsløjd. Fra 1942 til 1950 udkom i alt 10 ophængsplancher med mellemarbejder. Der er fra 1955 også udgivet et mindre antal modelark til metalsløjd.
»Udvalgets formål er at virke for en fornyelse og stadig ajourføring af sløjdundervisningen. Dette mål søges nået gennem udsendelse af tegninger til nye eller forbedrede sløjdmodeller samt evt. gennem udsendelse af sløjdlitteratur.« (§3 i Modeludvalgets vedtægter).
Ophavsmanden til Modeludvalget var Københavns kommuneskolers sløjdinspektør fra 1935 Gunnar Galatius (1888–1975), der var udvalgets første formand 1938–1957. Han efterfulgtes som sløjdinspektør af Asger Schauby (1916-1986) i 1957, og han arbejdede for at lægge Modeludvalget ind under Københavns Sløjdlærerforening, hvilket skete i begyndelsen af 1960'erne. (Sløjd blev indført i København omkring 1895, og sløjdinspektørembedet blev oprettet i 1935 og nedlagt i 1988). 
Efter at Modeludvalgets tegninger i en årrække var kommet de københavnske skoler til gode, åbnedes der for, at andre skoler over hele landet kunne tegne abonnement. Det største antal abonnenter uden for København var ca. 1300 i begyndelsen af 1980'erne. I 1940'erne blev tegningerne duplikeret på papir, der let gik til ved håndteringen i sløjdsalen, men fra 1950 blev tegningerne trykt på karton i 3 farver efter modellens sværhedsgrad.
Da Modeludvalgets tegninger ophørte med at blive udgivet i 1997, var der kommet et skift i tiderne, så modelsløjd var blevet umoderne og forkætret. Man skulle nu ikke længere kopiere modeller, andre havde lavet, men man skulle designe sine egne.
Opfølgningen af Modeludvalgets tegninger kom først en halv snes år senere, da Dansk Skolesløjds Forlag – www.dsforlag.dk – påbegyndte udgivelsen af »Eksemplariske undervisningsforløb«, der er en række tosidigt trykte ark ligesom forgængeren, og "forskellen er ens", for både den nye og den gamle serie er tilpasset den aktuelle undervisningssituation, men på forskellige tidspunkter. De er altså vidt forskellige, og den nye serie lever op til de nutidige mål. 
Modeludvalgets tegninger er godt nok de mest kendte, men det bør nævnes, at de første egentlige modeltegninger, der kan relateres til Dansk Sløjd, blev udgivet af Aksel Mikkelsen i 1887, året efter hans sløjdskoles grundlæggelse, og som udgiver stod Dansk Sløjdforening.